# Бабіна (гміна Відава)
Бабіна (пол. Babina) — село в Польщі, у гміні Відава Ласького повіту Лодзинського воєводства.
У 1975-1998 роках село належало до Серадзького воєводства.